# Backnopping
Backnopping (Entoloma atrocoeruleum) är en svampart som beskrevs av Noordel. 1987. Backnopping ingår i släktet Entoloma och familjen Entolomataceae.  Arten är reproducerande i Sverige. Inga underarter finns listade i Catalogue of Life.